# USS Princeton (1843)
La prima USS Princeton fu una nave da guerra della United States Navy con un'elica a vite azionata da un motore a vapore. Comandata dal capitano Robert Field Stockton, la USS Princeton fu varata il 5 settembre 1843.
La reputazione della nave nella Marina non si riprese mai da un incidente devastante all'inizio del suo servizio. Il 28 febbraio 1844, durante una crociera per dignitari sul fiume Potomac che includeva una dimostrazione dei suoi due cannoni pesanti, uno di essi esplose uccidendo sei persone, tra cui il Segretario di Stato Abel Parker Upshur, il Segretario della Marina Thomas Walker Gilmer e altri alti funzionari federali. Il Presidente John Tyler, che era a bordo ma sottocoperta, non fu ferito.

## Storia iniziale
La USS Princeton fu impostata il 20 ottobre 1842 presso il Philadelphia Navy Yard di Filadelfia come una corvetta di 710 tonnellate (700 LT). Il progettista della nave e supervisore principale della costruzione fu l'inventore svedese John Ericsson, che in seguito progettò la USS Monitor. La costruzione fu in parte supervisionata dal capitano Stockton che si era assicurato il sostegno politico per la costruzione della nave. La nave prese il nome da Princeton, New Jersey, luogo di una vittoria americana nella guerra d'indipendenza americana e città natale dell'illustre famiglia Stockton. La nave fu battezzata con una bottiglia di whisky americano e varata il 5 settembre 1843. Fu assegnata al comando del capitano Stockton il 9 settembre 1843.
La USS Princeton fece un viaggio di prova sul fiume Delaware il 12 ottobre 1843. Partita da Filadelfia il 17 ottobre per una prova in mare, si recò a New York, dove si impegnò in una gara di velocità con il piroscafo britannico SS Great Western, superando le sue abilità, e da lì tornò a Filadelfia il 20 ottobre per finire l'allestimento. Il 22 novembre, il capitano Stockton ha riferito:
(Robert Field Stockton)
Il 28 novembre, ha arredato la nave e ha ricevuto visitatori a bordo per un'ispezione. Il 30 novembre, trainò la USS Raritan lungo il fiume Delaware e successivamente rientrò al Philadelphia Navy Yard. La USS Princeton salpò il 1º gennaio 1844 per New York, dove ricevette i suoi due grandi cannoni, denominati Peacemaker e Oregon. La nave fu spedita a Washington D.C. alla fine di gennaio, arrivando il 13 febbraio. Gli abitanti di Washington mostrarono grande interesse per la nave e i suoi armamenti. Fece viaggi di prova con passeggeri a bordo lungo il fiume Potomac il 16, 18 e 20 febbraio, durante i quali il Peacemaker ha sparato più volte. L'amministrazione Tyler promosse la nave come parte della sua campagna per l'espansione navale e il Congresso venne spostato al 20 febbraio, in modo che i membri potessero visitare la nave. L'ex presidente John Quincy Adams, ora membro del Congresso e scettico sia sull'espansione territoriale che sugli armamenti necessari per sostenerla, disse che la Marina accolse i politici "per bruciare le loro anime con ardore patriottico per una guerra navale".

## Progettazione

### I macchinari
La USS Princeton includeva le primissime eliche a vite azionate da un motore montato interamente sotto la linea di galleggiamento per proteggerli dagli spari delle armi da fuoco. I suoi due motori a leva vibrante, progettati da Ericsson, sono stati costruiti da Merrick & Towne. Bruciavano carbone fossile e guidavano una elica a sei pale di 4,3 metri (14 ft) di diametro. Il motore era abbastanza piccolo da essere posto sotto la linea di galleggiamento. Ericsson ha anche progettato il fumaiolo della nave, un telemetro migliorato e sistemi di rinculo per i cannoni principali.

### Le armi

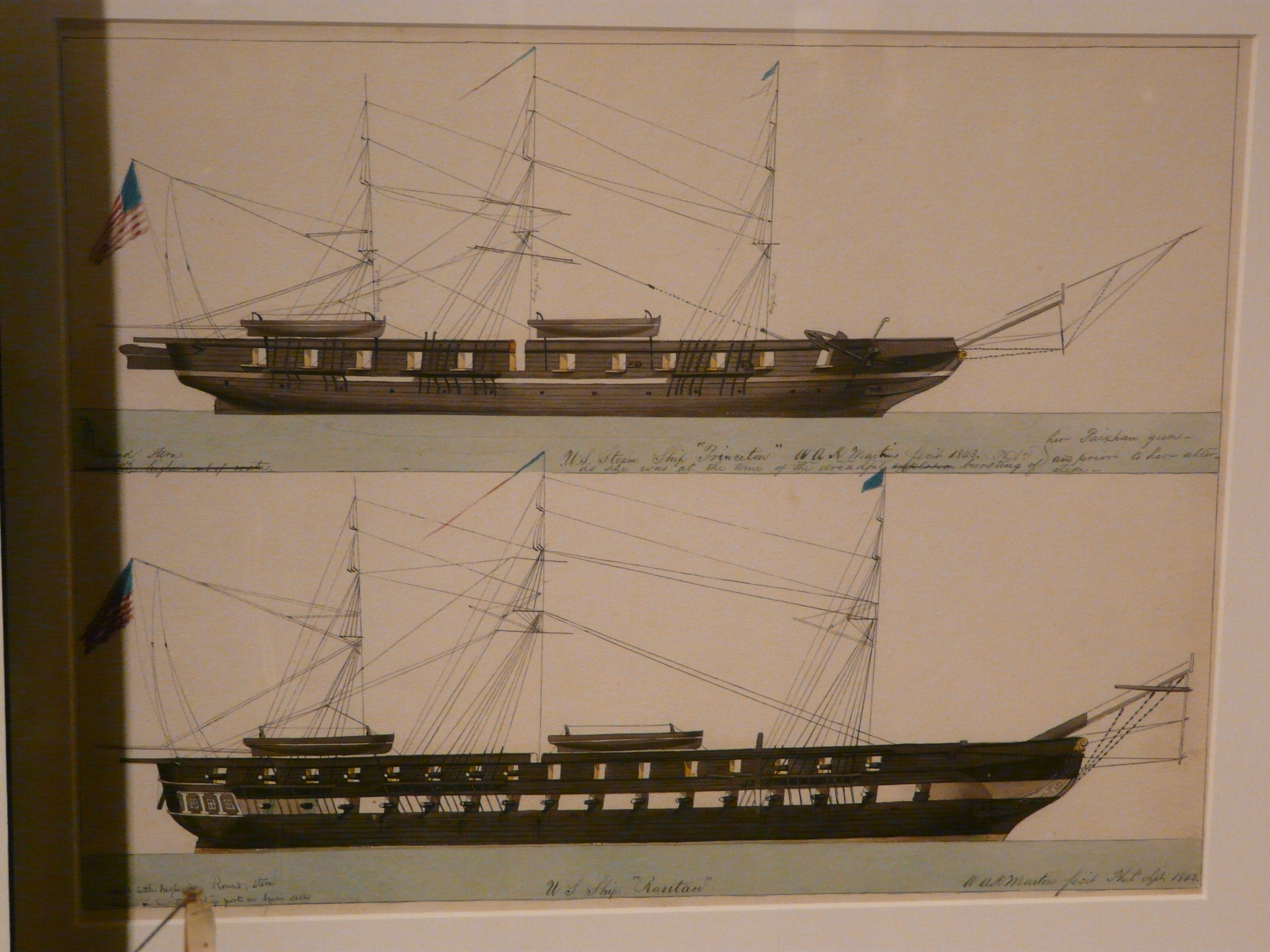
USS Princeton e USS Raritan

Dodici carronate da 19 chilogrammi (42 lb) sono state montate all'interno dello scafo in ferro della nave. Ericsson aveva progettato la nave per montare un cannone lungo, chiamato Oregon, costruito in Inghilterra utilizzando la moderna tecnologia per sparare colpi da 102 chilogrammi (225 lb) e 300 millimetri (12 in) di diametro. Il capitano Stockton voleva che la sua nave portasse due cannoni lunghi e fece costruire il secondo, chiamato Peacemaker, a Filadelfia. I due cannoni sparavano gli stessi proiettili, ma il Peacemaker fu costruito con una tecnologia di forgiatura più vecchia, creando un'arma più grande dall'aspetto più imponente, ma con una resistenza inferiore. Entrambi i cannoni sono stati montati sulla USS Princeton. Sebbene l'Oregon fosse stato sottoposto a test intensivi ed era stato rinforzato per prevenire crepe dannose per l'integrità del cannone, Stockton si precipitò con il Peacemaker e lo montò senza molte prove. Secondo Kilner, il Peacemaker ha "sparato solo cinque volte prima di certificarlo come accurato e completamente provato".
L'Oregon, originariamente chiamato The Orator, era un'arma a canna liscia ad avancarica in ferro battuto ed era in grado di sparare un colpo da 8,0 chilometri (5 mi) con una carica di 23 chilogrammi (50 lb). Fu prodotto presso il Mersey Iron Works di Liverpool, in Inghilterra, e spedito negli Stati Uniti nel 1841. Il progetto era rivoluzionario in quanto utilizzava la "costruzione composta" per collocare cerchi di ferro rovente intorno all'estremità della culatta dell'arma, che pretendeva l'arma e aumentava notevolmente la retrocarica che la culatta poteva sopportare.
Il Peacemaker era un altro caricatore ad avancarica da 300 millimetri (12 in) realizzato da Hogg & DeLamater di New York, sotto la progettazione e la direzione del capitano Stockton. Tentando di copiare l'Oregon, ma non comprendendo l'importanza della costruzione del telaio di Ericsson, Stockton invece lo rafforzò pesantemente alla culatta semplicemente rendendo il metallo dell'arma più spesso, fino a raggiungere un peso di oltre 12 000 chilogrammi (27 000 lb). Questo ha prodotto un'arma che aveva la tipica debolezza di un'arma in ferro battuto, essendo la culatta incapace di resistere alle forze trasversali della carica. Ciò significava quasi certamente che prima o poi sarebbe scoppiato.

## 1844 - Incidente delPeacemaker

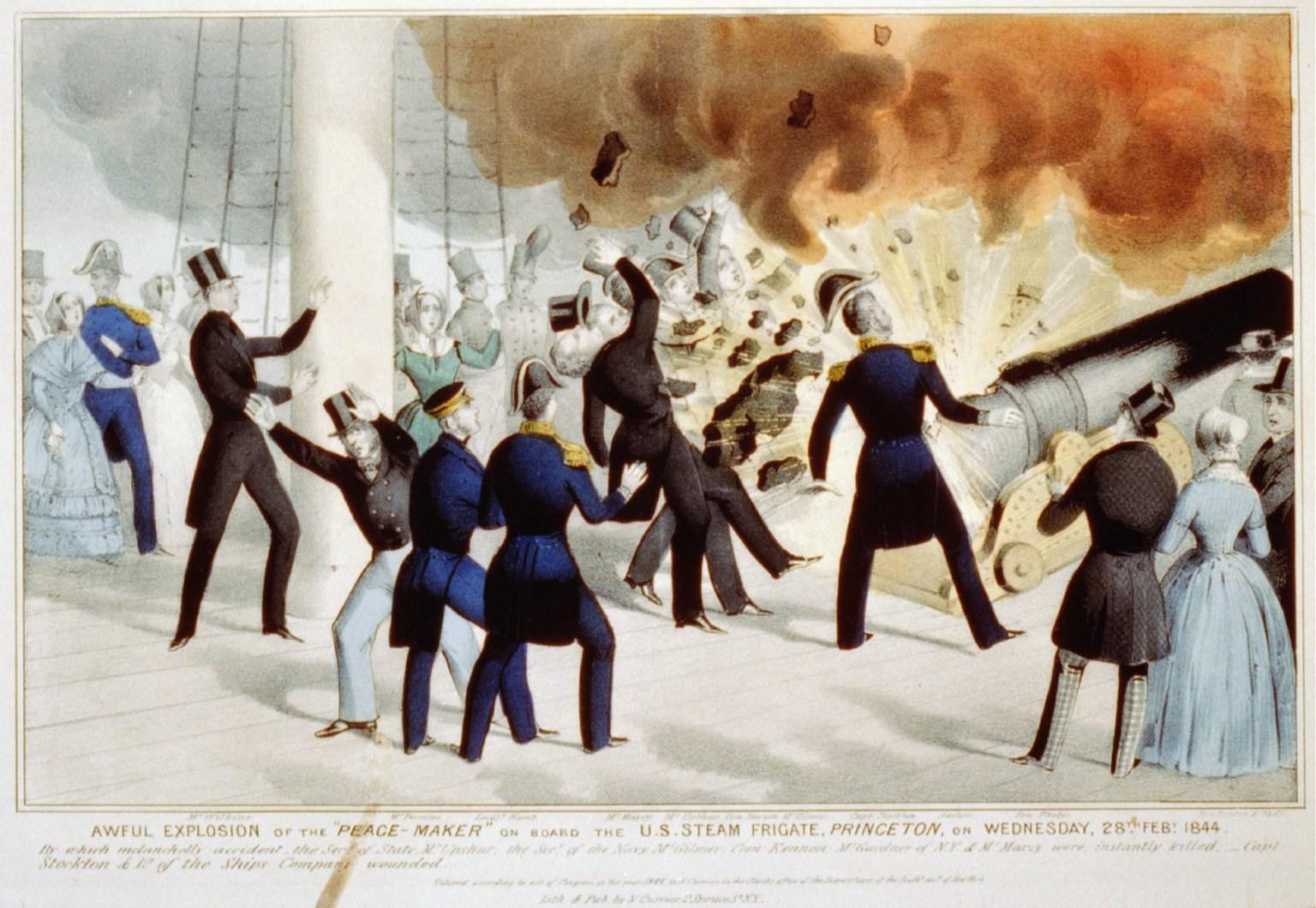
Litografia contemporanea Currier & Ives raffigurante l'esplosione

Il presidente Tyler ospitò un ricevimento pubblico per Stockton nella East Room della Casa Bianca il 27 febbraio 1844. Il 28 febbraio l'USS Princeton partì da Alexandria, Virginia, per una crociera dimostrativa lungo il fiume Potomac con il Presidente John Tyler, membri del suo gabinetto, l'ex First lady Dolley Payne Todd Madison, il senatore del Missouri Thomas Hart Benton e circa quattrocento ospiti a bordo. Il capitano Stockton decise di sparare con il più grande dei suoi cannoni, Peacemaker, per impressionare i suoi ospiti. Peacemaker sparò tre volte durante il viaggio a valle e venne caricato per fare un saluto a George Washington mentre la nave passava il Monte Vernon durante il viaggio di ritorno. Gli ospiti a bordo hanno assistito alla prima serie di spari e poi si sono ritirati sottocoperta per il pranzo e il rinfresco.
Il segretario Gilmer esortò coloro che erano a bordo ad assistere ad un ultimo colpo con il Peacemaker. Quando il capitano Stockton tirò il cordino di tiro, il cannone scoppiò. Il suo lato sinistro aveva ceduto, spruzzando metallo caldo sul ponte e schegge sulla folla. Furono immediatamente uccisi il segretario della Marina Gilmer; il segretario di Stato Upshur; il capitano Beverley Kennon, che era il capo del Bureau of Construction, Equipment and Repairs; Virgil Maxcy, un avvocato e politico del Maryland con decenni di esperienza come titolare di uno stato e di un ufficio federale; David Gardiner, un avvocato e politico di New York; e il valletto del presidente, uno schiavo nero di nome Armistead. Altre sedici - venti persone rimasero ferite, tra cui diversi membri dell'equipaggio della nave, il senatore Benton e il capitano Stockton. Il Presidente era sottocoperta e non fu ferito.

### Conseguenze
Piuttosto che attribuire la responsabilità dell'esplosione a singoli individui, il giorno dopo Tyler scrisse al Congresso che il disastro "deve essere considerato come una delle vittime che, in misura maggiore o minore, si occupano di ogni servizio, e che sono invariabilmente incidenti per gli affari temporali dell'umanità". Egli disse che ciò non dovrebbe influenzare la loro valutazione positiva di Stockton e dei suoi miglioramenti nella costruzione navale.
| Cap. Robert Stockton   |
| Presidente John Tyler  |
| First lady Julia Tyler |

I piani per la costruzione di altre navi modellate sulla Princeton furono prontamente abbandonati, ma Tyler ottenne l'approvazione del Congresso per la costruzione di un singolo cannone sulle dimensioni del Peacemaker, che sparò una volta e non fu mai montato. Un tribunale d'inchiesta indagò sulle cause dell'esplosione e scoprì che tutte le persone coinvolte avevano preso le dovute precauzioni. Su richiesta di Stockton, la commissione per le scienze e le arti del Franklin Institute condosse una propria indagine, che criticò molti dettagli del processo di fabbricazione, così come l'uso della banda saldata per il rinforzo piuttosto che la tecnica di restringimento usata sull'Oregon. Ericsson, che Stockton originariamente pagò 1150 $ per la progettazione e l'allestimento di Princeton, chiese altri 15000 $ per i suoi ulteriori sforzi e per le sue competenze aggiuntive. Citò in giudizio Stockton per il pagamento e vinse in tribunale, ma i fondi non vennero mai stanziati. Stockton continuò a servire come governatore militare della California e senatore degli Stati Uniti dal New Jersey. Ericsson ebbe una brillante carriera nel campo della progettazione navale ed è conosciuto soprattutto per il suo lavoro alla USS Monitor, la prima nave da guerra corazzata della Marina Militare degli Stati Uniti.
Per succedere a Gilmer come Segretario della Marina, Tyler nominò John Young Mason, un altro virginiano. Come suo nuovo segretario di Stato, Tyler nominò John Caldwell Calhoun della Carolina del Sud, come il suo predecessore un sostenitore dei diritti degli stati, l'annullamento della legge federale da parte degli stati, l'annessione del Texas e la sua ammissione nell'unione come stato schiavista. Ma dove Gilmer e Upshur sostennero l'annessione come causa nazionale, Calhoun riformulò la discussione politica. Per frustrazione di Tyler, promosse l'annessione del Texas mentre "celebrava direttamente, senza ambiguità e a pieno ritmo la schiavitù e celebrava il vantaggio settoriale", cioè l'importanza del Texas per la sopravvivenza a lungo termine della schiavitù negli Stati Uniti. Upshur stava per ottenere l'approvazione del Senato di un trattato che annetteva il Texas quando morì. Sotto Calhoun l'annessione fu ritardata e divenne una questione principale nelle elezioni presidenziali del 1844.
Julia Gardiner Tyler, che si trovava sottocoperta sulla Princeton quando suo padre David morì nell'esplosione del Peacemaker, divenne First lady degli Stati Uniti quattro mesi dopo. Aveva rifiutato la proposta di matrimonio del Presidente Tyler un anno prima, e nel 1843 si accordarono di sposarsi ma non fissarono una data. Il Presidente aveva perso la sua prima moglie nel settembre del 1842, e al momento dell'esplosione aveva quasi 54 anni. Julia non aveva ancora 24 anni. Più tardi spiegò che la morte del padre cambiò i suoi sentimenti per il presidente: "Dopo aver perso mio padre, mi sono sentita diversamente nei confronti del presidente. Sembrava riempire il posto ed essere più gradevole sotto ogni punto di vista di quanto lo fosse o potesse essere qualsiasi uomo più giovane". Poiché era rimasto vedovo da meno di due anni e suo padre era morto da poco tempo, si sposarono in presenza di pochi famigliari a New York il 26 giugno 1844. Alla cerimonia seguì un annuncio pubblico. Ebbero sette figli prima della morte di Tyler nel 1862, e sua moglie non si risposò mai più. Nel 1888, Julia Gardiner Tyler raccontò alla giornalista Nellie Bly che al momento dell'esplosione del Peacemaker "svenni e non mi ripresi fino a quando qualcuno non mi portò fuori dalla nave, lottai tanto che quasi ci buttai entrambi giù dalla passerella". Disse di aver saputo più tardi che il presidente Tyler era il suo salvatore. Alcuni storici mettono in discussione il suo racconto.
Il disastro del Peacemaker indusse a riesaminare il processo di produzione dei cannoni. Questo portò allo sviluppo di nuove tecniche che produssero cannoni più forti e strutturalmente più solidi, come il sistema pionieristico di Thomas Rodman.

## Storia successiva
Durante la costruzione e negli anni successivi, Stockton tentò di ottenere il credito completo per la progettazione e la costruzione di Princeton.

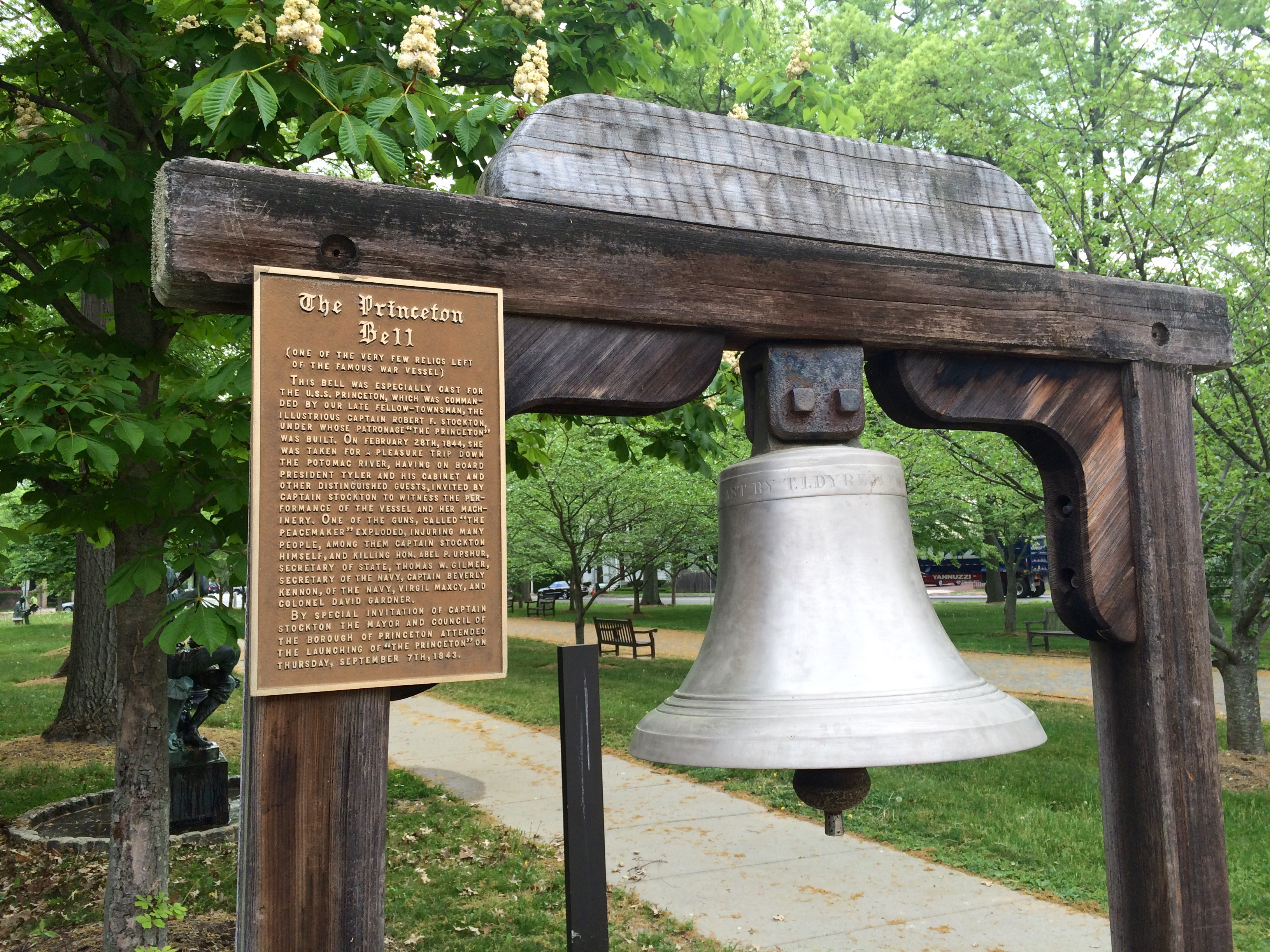
La campana della USS Princeton al Stockton St. and Bayard Ln. a Princeton, New Jersey

La USS Princeton fu impiegata presso l'Home Squadron dal 1845 al 1847. In seguito servì nel Mediterraneo dal 17 agosto 1847 al 24 giugno 1849. Al suo ritorno dall'Europa, venne esaminata e fu scoperto che c'era bisogno di 68000 $ (2,05 milioni di dollari in termini attuali) di riparazioni per restituirle il suo stato originale. Il prezzo fu ritenuto inaccettabile e fu ordinata una seconda indagine. Il suo destino era ormai certo a causa del suo legname in decomposizione, fu smantellata al Boston Navy Yard in ottobre e novembre.

## Lascito
Nel 1851, i suoi motori semi-cilindrici di Ericsson e alcuni legnami utilizzabili furono incorporati nella costruzione della seconda USS Princeton.
L'Oregon è esposto all'interno del cancello principale della United States Naval Academy ad Annapolis, Maryland.
La campana della nave fu esposta durante il Jamestown Exposition del 1907. In seguito fu installata nel portico della Thomson Hall della Princeton University, che fu costruita come residenza privata nel 1825 dal padre di Robert Stockton, Richard. Attualmente è esposta all'esterno presso il Princeton Battle Monument, vicino al municipio di Princeton.